# Guillaume de Saint-Jacques de Silvabelle
Guillaume de Saint-Jacques de Silvabelle , né à Marseille le 28 janvier 1722, et mort dans la même ville le 10 février 1801, est un mathématicien et astronome français.

## Biographie
Élève des oratoriens, il se passionne dès 1740 pour le calcul infinitésimal découverte par Leibniz et Newton. En 1741, il présente à l'Académie des sciences un mémoire sur les solides de moindre attraction, c'est-à-dire la forme qu'il convient de donner à un corps immergé dans une eau courante pour offrir la résistance la plus faible.
En se basant sur sa théorie de l'attraction universelle, Newton avait déterminé le mouvement elliptique des planètes en les supposant attirées par la masse du soleil mais avait négligé celle des planètes. Dans son livre Sur les variations célestes, Silvabelle recalcule la trajectoire des planètes en tenant compte de l'influence des planètes géantes. Il donne une méthode purement géométrique, simple et féconde. Il trouve des erreurs dans le livre de d'Alembert sur les « Recherches sur la précision des équinoxes et sur la nutation de l’axe de la terre », en fait la remarque à l’auteur et soumet à l’Académie des sciences une méthode beaucoup plus élégante. D’Alembert empêche tout d’abord cette publication mais doit s'y résigner au bout de sept ans. Il donne une méthode de calcul pour connaître l'orbite d'une comète à partir de trois observations ; mais il se contente de communiquer oralement la solution à ses contemporains. Il reprend cette méthode dans les Mémoires de mathématique et physique de l'Académie royale des sciences pour déterminer la trajectoire et le temps de révolution d'une tache solaire.
Savant confirmé, il succède en 1763 au jésuite Pezenas à la direction de l'observatoire des Accoules à Marseille. Il reconstitue l'équipement astronomique emporté par les jésuites au moment de leur expulsion. Il installe un télescope de type Grégory. Il effectue de nombreuses observations notamment sur le mouvement d’une tache de Jupiter ou l’apparition et la disparition des anneaux de Saturne.
Il est élu en 1765 à l’Académie de Marseille. Celle-ci se voit confier en 1781 l'observatoire ; Silvabelle entre en conflit avec Mourraille, futur maire de Marseille. Refusant de se laisser entraîner dans les troubles politiques qui secouent Marseille pendant la Révolution, il préfère se consacrer uniquement à son travail de scientifique.
Dès la fondation de l'Institut de France en 1795, il en est nommé membre correspondant,.
L'Observatoire de Marseille conserve un dessin anonyme au pastel représentant le portrait de ce mathématicien et astronome.